# Gokarna
Gokarna (en kannada : ಗೋಕರ್ಣ) est un village de l'État du Karnataka en Inde, dans le district de Uttara Kannada.

## Géographie
Gokarna est situé en bord de la mer d'Oman, entre les estuaires des fleuves Gangavalli et Aghanashini. À vingt minutes de marche de ce village, on trouve de magnifiques plages bordées de cocotiers : Kudlee Beach, Om Beach.

## Lieux et monuments

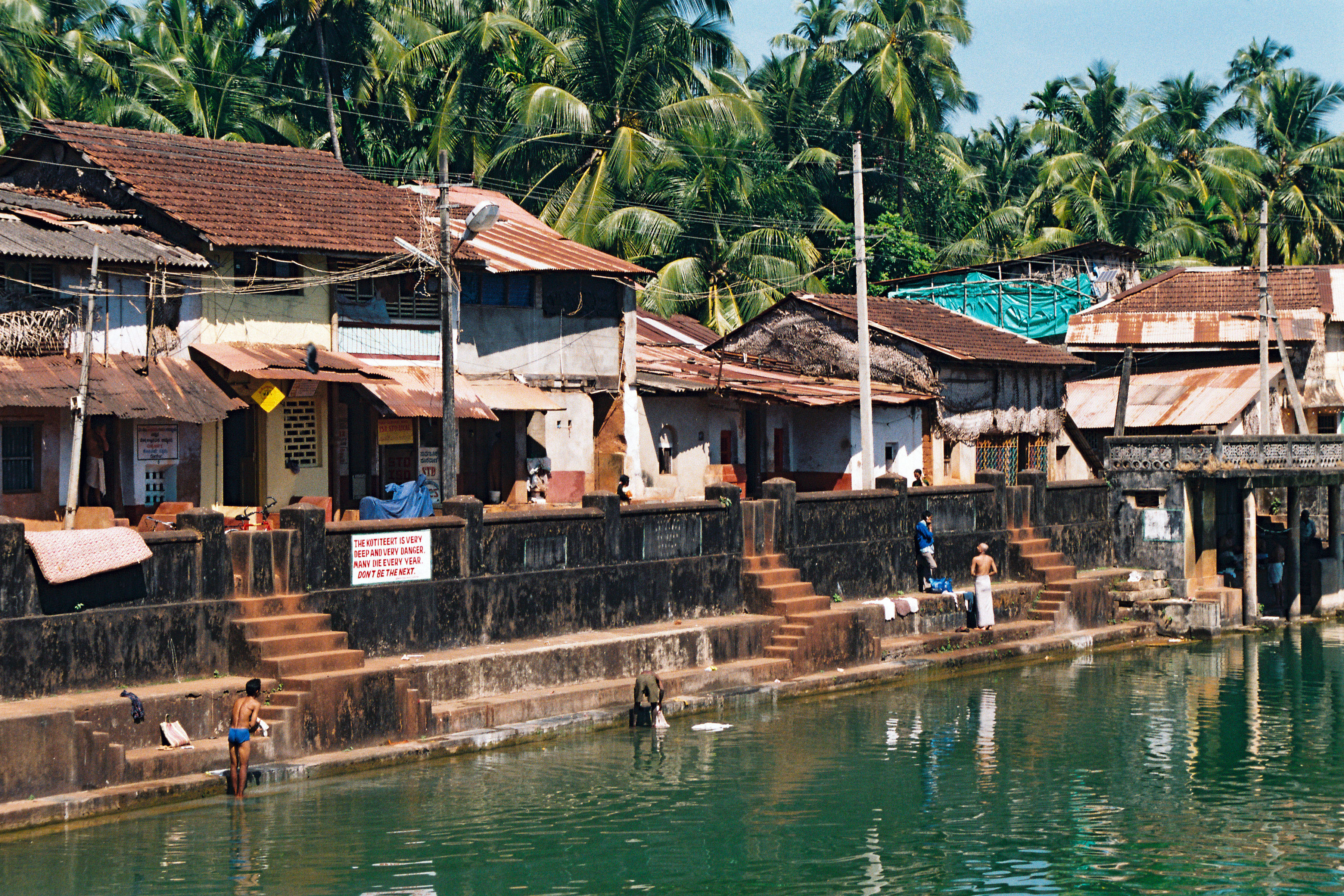
Bains publics dans le centre-ville, sur le bassin du Koti Teertha.

Le village est également connu pour ses temples hindous, notamment celui de Mahabaleshwar, qui est un sanctuaire shivaïte important dans la région,. 
De nombreuses institutions monastiques (maths) sont également présentes à Gokarna, entre autres le Bhandikeri Math (Shri Chitrapur Math), le Partagali Jeevottam Math, le Sode Vadiraja Math, le Raghuttama Math (Sri Ramachandrapura Math) ou encore le Gaudapadacharya Math.